# Anima Eterna Brugge
Anima Eterna Brujas (también Anima Eterna) es una orquesta activa internacionalmente con sede en Brujas que se mueve en el campo de la práctica de interpretación histórica bajo la dirección de Jos van Immerseel.

## Historia
Jos van Immerseel fundó el conjunto en 1987. Lo dirige desde el pupitre del director o desde el piano. Midori Seiler es una de los concertinos, Sergei Istomin es el primer violonchelista. Hasta ahora, los cantantes Thomas E. Bauer, Roberta Invernizzi, Philippe Jaroussky, Harry van der Kamp, Claron McFadden y Markus Schäfer, así como los pianistas Pascal Amoyel, Ronald Brautigam y Arthur Schoonderwoerd han actuado como solistas invitados con Anima Eterna. 
Desde la temporada 2020-2021, Anima Eterna ha estado trabajando con directores invitados más jóvenes, incluidos Giovanni Antonini, Bart Van Reyn, Jakob Lehmann y Pablo Heras-Casado, bajo cuya dirección han realizado varios proyectos. Desde entonces, el fundador de la orquesta, Jos Van Immerseel, ha estado disponible para la orquesta como director invitado.

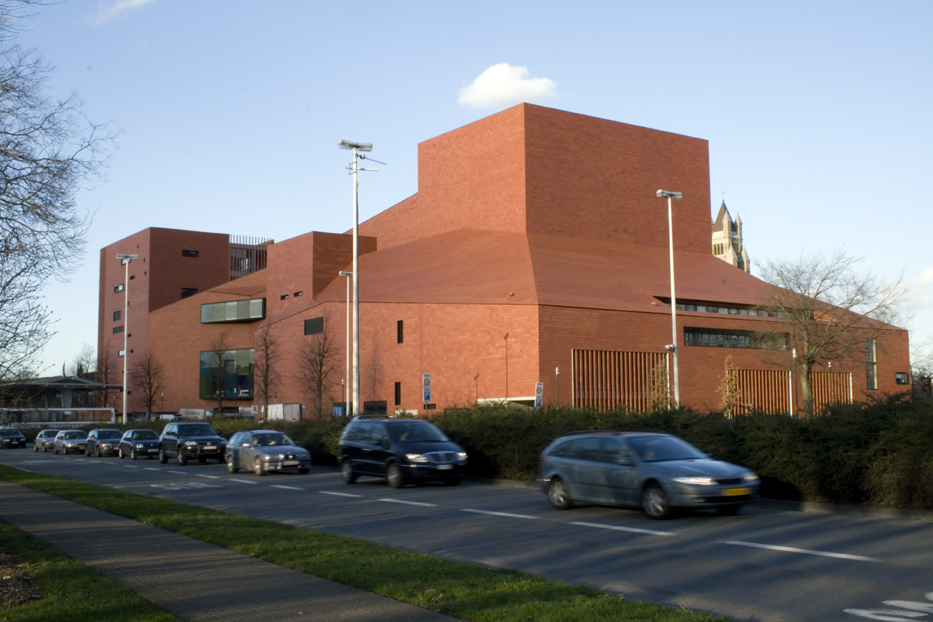
Concertgebouw de Brujas

## Actividades
Anima Eterna actúa como orquesta residente en el Concertgebouw de Brujas. Desde 2010 es también Ensemble associé de l’Opéra de Dijon (conjunto asociado de la Ópera de Dijon).
Dependiendo de los requisitos, el tamaño del conjunto varía entre 7 y 80 músicos. Para las obras corales incluye un coro bajo el mismo nombre.
En la elección del texto musical, los respectivos instrumentos y la forma de tocar, Anima Eterna intenta seguir lo más fielmente posible las intenciones y especificaciones del compositor.
Más de dos docenas de grabaciones en soportes de audio y video dan testimonio del trabajo de Anima Eterna. Hace frecuentes conciertos en el BOZAR de Bruselas y también en extensas giras (visitando auditorios como Philharmonie Berlin, Hercules Hall de la Munich Residence, Liederhalle Stuttgart, Festspielhaus Bregenz, Elbphilharmonie).

## Repertorio
El repertorio de Anima Eterna Brugge, cultivado desde 1989, abarca un horizonte temporal de más de 500 años en la historia de la música, hasta la fecha han interpretado más de 200 obras de casi 70 compositores.  La atención se centra en la música del clasicismo vienés ( Haydn, Mozart, Beethoven ), la música romántica ( Schubert, Berlioz, Liszt, Bruckner, Brahms, Strauss ) y el impresionismo ( Debussy, Ravel ), así como la música moderna temprana ( Poulenc ). 

## Premios
- 2010: ECHO Klassik "Grabación sinfónica del año" (siglo XIX)". Para Berlioz: Symphonie Fantastique .[4]
- 2012: ECHO-Klassik "Grabación de concierto del año (Siglo XX)/piano". Para Poulenc: Concierto para 2 pianos, etc.

## Grabaciones (selección)

### CD
- Ludwig van Beethoven : Sinfonías I–IX, Oberturas. 6 CD. Zigzag, 2008.[5][6][7]
- Hector Berlioz: Symphonie fantastique. Zigzag, 2010.[8][9][10]
- Claude Debussy: Prélude à l’après-midi d’un faune. La mer, Trois ésquisses symphoniques. Images. Ibéria. grabación en vivo. Zigzag, 2012.
- Joseph Haydn : Missa Cellensis . Grabación en vivo en la Frauenkirche Dresden . Carus-Verlag, Stuttgart 2009.[11]
- Francis Poulenc : Concierto para 2 pianos y orquesta en re menor, Suite Française, Concert Champêtre. Con Claire Chevallier y Jos van Immerseel (piano Érard ) y Kateřina Chrobokovà (clavicémbalo). Zig Zag, 2011.[12]
- Franz Schubert : Sinfonías completas . Sony, 1997–2001 / Zigzag, 2012.[13]
- Johann Strauss : valses, polkas, oberturas. Zig Zag, 2002.
- Live in Concertgebouw Brugge . Frederic Devreese : Benvenuta Tango. (1984) / George Gershwin: An American in Paris (1928) / Manuel de Falla: El sombrero de tres picos : Danse Finale (1917) / Pyotr Tchaikovsky : Serenade opus 48 (1880). 2010.

### DVD/Televisión
- Berlioz: La symphonie fantastique. Regie: Frédéric Le Clair. Arte, Frankreich 2010.
- Jos van Immerseel dirigiert Beethovens 5. Regie: Pierre Barré. Arte / RTBF, Belgien 2009.
- Beethoven’s Fifth – A Rediscovery. (Beethovens Fünfte Sinfonie – Eine Wiederentdeckung.) Konzert und Dokumentation. DVD. EPR Classic, 2010.[14]

## Enlaces web
- Bibliografía relacionada con Anima Eterna Brugge en el catálogo de la Biblioteca Nacional de Alemania.,
- Web-Präsenz von Anima Eterna Brugge (englisch, französisch, flämisch)
- Anima Eterna Brügge Archivado el 20 de agosto de 2022 en Wayback Machine. bei der deutschen Konzertagentur
- 25 Jahre Anima Eterna. (Memento vom 12. April 2013 im Webarchiv archive.today) Leiter Jos van Immerseel im Gespräch. (2012). Bei BR-alpha abgerufen am 12. Februar 2013.
- Jos van Immerseel im Gespräch mit Hans-Jürgen Mende (2010). Bei BR-alpha abgerufen am 12. Februar 2013.
- Ein Klang wird nicht stärker, wenn mehr Musiker ihn spielen. Jos van Immerseel im Interview mit Stephan Schickhaus. Frankfurter Rundschau vom 9. Januar 2009, abgerufen am 11. Februar 2013.
- Anima Eterna Brugge en Discogs